# Ginger (album de Brockhampton)
Pour les articles homonymes, voir Ginger.
Albums de Brockhampton
Iridescence
(2018)
Singles
1. I Been Born Again
Sortie : 31 juillet 2019
2. If You Pray Right
Sortie : 7 août 2019
3. Boy Bye
Sortie : 14 août 2019
4. No Halo
Sortie : 21 août 2019

Ginger, stylisé GINGER, est le cinquième album studio de Brockhampton, sorti le 23 août 2019 sur les labels Question Everything et RCA.

## Historique
Kevin Abstract, leader du groupe, annonce en avril 2019 qu'il travaille sur le prochain album de Brockhampton

## Réception
Ginger reçoit un accueil favorable à sa sortie.
Will Richards du New Musical Express écrit une critique positive : « Brockhampton s’avance doucement sur le plan musical. Boy Bye est une sorte de carnaval avec une ligne de conduite envoûtante et des vers libres de chaque membre tourbillonnant autour, et cet esprit se poursuit sur le clou de l’album, son titre éponyme. Ginger est le son du poids lyrique de Iridescence qui est enlevé de force du groupe, avec des mélodies autotunées flottant autour d'un rythme accrocheur. C’est un grand bonheur ».

## Liste des pistes
| No  | Titre                 | Auteur | oui                                       | Durée |
| --- | --------------------- | --- | ----------------------------------------- | ----- |
| 1.  | No Halo               | - Matthew Champion - William Wood - Ian Simpson - Dominique Simpson - Russell Boring - Ciarán McDonald - Ryan Beatty - Jabari Manwarring - Romil Hemnani       | - Jabari Manwa - Hemnani (prod. add.)     | 4:19  |
| 2.  | Sugar                 | - Champion - McDonald - D. Simpson - I. Simpson - Beatty - Manwarring - Hemnani - Chuks Chiejine                                                               | - Manwa - Hemnani - Chiejine (prod. add.) | 3:24  |
| 3.  | Boy Bye               | - Boring - Champion - McDonald - D. Simpson - I. Simpson - Wood - Hemnani - Manwarring - Isaiah Merriweather - Reza Attaei - Varoujan                          | - Manwa - Hemnani - Kiko Merley           | 2:22  |
| 4.  | Heaven Belongs to You | - Tyron Frampton - Hemnani - Manwarring - Paul D. Beauregard - Jordan Houston - Patrick Earl Houston                                                           | - Manwa - Hemnani                         | 1:29  |
| 5.  | St. Percy             | - I. Simpson - Champion - D. Simpson - McDonald - Wood - Manwarring - Hemnani - "D-Flexx" Knighton - Christopher Jerrod Dooley, Jr.                            | - Manwa - Hemnani                         | 3:30  |
| 6.  | If You Pray Right     | - D. Simpson - I. Simpson - Champion - Wood - Boring - Hemnani - Manwarring - Otis G. Johnson - Beauregard - J. Houston - P. Houston                           | - Hemnani - Manwa                         | 5:02  |
| 7.  | Dearly Departed       | - I. Simpson - Boring - Champion - D. Simpson - Hemnani - Merriweather - Jimmy Cardell                                                                         | - Hemnani - Merley                        | 4:40  |
| 8.  | I Been Born Again     | - McDonald - I. Simpson - Wood - D. Simpson - Boring - Henock Sileshi - Champion - Manwarring - Hemnani                                                        | - Manwa - Hemnani                         | 3:39  |
| 9.  | Ginger                | - I. Simpson - Champion - McDonald - D. Simpson - Beatty - Hemnani - Manwarring                                                                                | - Manwa - Hemnani                         | 3:54  |
| 10. | Big Boy               | - I. Simpson - Boring - McDonald - Champion - Hemnani - Manwarring                                                                                             | - Hemnani - Manwa                         | 3:55  |
| 11. | Love Me for Life      | - I. Simpson - Boring - Wood - Parker Mulherin - Hemnani - Joseph Wayne McVey - Leroy Williams, Jr. - Patrick Hawkins - Robert Earl Davis, Jr. - Michael Dixon | - Manwa - Hemnani                         | 3:35  |
| 12. | Victor Roberts        | - I. Simpson - McDonald - Victor Roberts II - Beatty - Hemnani - Manwarring                                                                                    | - Hemnani - Manwa (prod. add.)            | 4:23  |